# 스파이로 리그나이티드 트릴로지
《스파이로 리그나이티드 트릴로지》(Spyro Reignited Trilogy)는 토이스 포 밥이 개발하고 액티비전이 배급한 플랫폼 게임이다. 플레이스테이션으로 발매됐던 《스파이로》 시리즈의 비디오 게임 3종을 리메이크한 작품이다. 2018년 11월 13일 플레이스테이션 4 및 엑스박스 원 플랫폼으로 처음 출시됐으며 이후 2019년 9월 닌텐도 스위치 및 마이크로소프트 윈도우로 이식됐다.
게임 내 수록 작품으로 《스파이로 더 드래곤 (1998)》, 《스파이로 2: 립토의 분노! (1999)》 및 《스파이로: 용의 해 (2000)》가 있다. 세 게임 모두 원작의 레벨 구성과 게임플레이를 유지하면서 그래픽과 음악 모두 새롭게 디지털 리마스터링했다. 스킬 포인트, 스팍스의 보석 추적 기능, 스파이로의 횡측 구르기 등 일부 작품에서만 등장한 편의기능들이 전 게임에 공통적으로 추가됐다.
게임 개발은 토이스 포 밥이 주로 진행했으나 《용의 해》의 경우 산자루 게임스가 공동개발을 맡았다. 스파이로의 성우 톰 케니 등 원작의 성우진 대부분이 재참여했으며 원작의 배경음악을 맡았던 스튜어트 코플랜드 또한 본작에 합류했다.
출시 당시 《스파이로 리그나이티드 트릴로지》는 원작에서 개선된 그래픽과 게임플레이로 대체적으로 호평을 받았다. 긴 로딩시간과 버그 등 일부 기술적인 문제에 대해서 비판을 받았다.

## 반응
《스파이로 리그나이티드 트릴로지》는 리뷰 애그리게이터 웹사이트 메타크리틱에서 "대체적으로 긍정적인 평가"를 기록했다.

## 참조

### 주해
1. ↑  원작은 인섬니악 게임스가 개발. 리메이크 중 《스파이로: 용의 해》는 산자루 게임스가 공동개발. 윈도우판 이식은 아이언 갤럭시 담당.
2. ↑  어레인지에 스테판 반코프 참가.